# テオドロス1世ラスカリス
テオドロス1世ラスカリス（ギリシア語：Θεόδωρος Α' Λάσκαρης （Theodōros I Laskarēs）、1175年頃 - 1221年）は、東ローマ帝国の亡命政権ニカイア帝国の建国者で、その初代皇帝。

## 生涯
コンスタンティノポリスの大貴族の家に生まれ、1199年にアレクシオス3世アンゲロスの皇女アンナ・アンゲリナと結婚し、第4回十字軍による首都コンスタンティノポリス襲撃（1203年 - 1204年）の間に名を挙げた。コンスタンティノポリス陥落に際し、その直前に即位した兄のコンスタンティノス（「一夜皇帝」）らと共に首都を脱出した。付き従った一団を率いて、ビテュニアに赴いてニカイアに定住。この地が帝国民にとって再出発の場となった。ひとまず十字軍の危険から解放され、コンスタンティノスより権力を譲られて小アジアに新生ローマ国家の建国事業に着手。1205年に「皇帝」の称号を獲得した。
それから数年間、駆け出しの国家を取り巻く第二次ブルガリア帝国などの敵国に付きまとわれる。一方でラテン帝国皇帝アンリ1世の打倒運動をしぶとく続け、強敵トレビゾンド帝国皇帝アレクシオス1世を破り、その後も快進撃を続けて、ルーム・セルジューク朝のスルタン、カイホスロー1世に対し逆襲に出る。
1210年、再び帝位を狙う義父アレクシオス3世に唆されたカイホスロー1世は、ニカイア帝国に出兵した。迎え撃ったテオドロス1世は、アンティオキア付近の会戦でカイホスロー1世を敗死させアレクシオス3世を捕縛したことで、その帝位を確定させた。
治世の末期にはビテュニアから小アジアに領土を広げた。政治家として高い資質に恵まれたという証拠はないものの、彼の度胸と武勲によって、東ローマ帝国民は生き長らえることができただけでなく、西欧の侵入に反撃することもできるようになったのである。
アンナ・アンゲリナとの最初の結婚によって、3人の娘をもうけた。長女イレーネー・ラスカリナはヨハネス3世ドゥーカス・ヴァタツェスと結婚し、次女マリア・ラスカリナはハンガリー王ベーラ4世に嫁いだ。
1212年にアンナ・アンゲリナが崩御すると、テオドロス1世はアルメニア王ルーベン3世の娘フィリッパと再婚した。だが翌年には信仰上の理由から無効とされ、息子コンスタンティノスは廃嫡された。1219年には、ラテン帝国からピエール2世・ド・クルトネーとヨランド・ド・エノーの皇女マリー・ド・クルトネーを皇妃に迎えるが、子宝には恵まれなかった。